# Tomášovce (powiat Łuczeniec)
Tomášovce (węg. Losonctamási) – wieś (obec) na Słowacji położona w kraju bańskobystrzyckim, w powiecie Łuczeniec. Pierwsze wzmianki o miejscowości pochodzą z roku 1293.
Według danych z dnia 31 grudnia 2012, wieś zamieszkiwało 1371 osób, w tym 695 kobiet i 676 mężczyzn.
W 2001 roku rozkład populacji względem narodowości i przynależności etnicznej wyglądał następująco:
- Słowacy – 97,82%
- Czesi – 0,48%
- Morawianie – 0,07%
- Polacy – 0,14%
- Romowie – 0,07%
- Ukraińcy – 0,07%
- Węgrzy – 1,09%

Ze względu na wyznawaną religię struktura mieszkańców kształtowała się w 2001 roku następująco:
- Katolicy rzymscy – %
- Grekokatolicy – %
- Ewangelicy – %
- Prawosławni – %
- Husyci – %
- Ateiści – %
- Przedstawiciele innych wyznań – %
- Nie podano – %